# Малая синагога (Санкт-Петербург)
Малая синагога — самая старая синагога Санкт-Петербурга, построена архитектором И. И. Шапошниковым, художник — Лев Исаакович Бахман.
Примыкает к Большой хоральной синагоге и находится в её дворе.

## История
Общий проект синагогального комплекса был утверждён царским правительством в 1883 году; здание Малой синагоги было закончено первым. Лепной потолок был изготовлен скульптором Моше (Моисеем) Израилевичем Аноликом. В свою очередь, над Арон Акодеш трудились столярный мастер Берман и позолотчик Соломон Антовил. Торжественное освящение Малой синагоги состоялось 13 октября 1886 года, в первый день праздника Суккот. Построена в 1886 году, на 7 лет раньше Большой синагоги. Изначально заменяла главный Дом Собрания города, но после постройки Хоральной синагоги в Малой синагоге стала располагаться хасидская Купеческая молельня.
В советское время была центром духовной жизни евреев Ленинграда. Не закрывалась в годы блокады.
В 2011 году петербургская еврейская община приняла решение о реставрации Малой синагоги. За 4 года была проделана огромная работа. Капитально отремонтированы фасад и кровля. Заменены все инженерные коммуникации. Полностью отреставрирован интерьер, включая Арон Кодеш, уникальные узорчатые потолки, паркетный пол. Воссозданы окна и двери. Отреставрированы исторические люстры и светильники. Малой Синагоге вернули ее исконный вид, сейчас она выглядит так, какой была почти 130 лет назад.